# 防衛性民主
防衛性民主（英語：Defensive democracy），又稱戰鬥性民主（英語：Militant Democracy），屬一種民主政治的哲學理念，在一個民主社會中，經由法律，代議民主與法庭判令等手段，限縮部份的自由權利與人權，以保護國家以及這個國家的民主制度能夠繼續存在。
這個理論最早由德裔美籍學者卡尔·罗文斯坦於1937年《防衛性民主與基本人權》（Militant democracy and fundamental rights）一文中所提出，其鑒於當時法西斯主義盛行，並且濫用民主之保障反向摧毀民主制度（納粹黨透過民主之選舉程序取得政權後，逐步演變為實施法西斯式的民族、帝國與反猶太的極權政府），因此主張民主制度本身應具有「戰鬥性」。而當時理論之提起，乃因威瑪共和時期之形式主義憲法採取相對寬容的價值中立與相對主義立場，使得納粹黨得以打著反民主的招牌於民主制度的運作下，一舉摧毀威瑪民主。而防衛性民主理論之內涵，乃認為民主制度本身含有不可變動的絕對價值，也即價值拘束性；且亦允許為防衛來自國內民主之敵人，而採取各種可資因應之預防性或抑制性的措施，也即自我防衛性。

## 例子

### 中華民國
汲取德國經驗，中華民國憲法增修條文在經歷第二次增修後，明定司法院大法官組成憲法法庭審理政黨違憲解散事項。憲法增修條文第五次增修時，由於通過的憲法修正案具有極大憲政爭議，大法官透過釋憲解釋該次修正條文因違背修憲正當程序，有違憲之虞而失效。
中華民國憲法增修條文第五條第五項規定「政黨之目的或其行為，危害中華民國之存在或自由民主之憲政秩序者為違憲。」遇有上開情形，內政部得聲請憲法法庭審理政黨違憲解散案件，其審理過程準用總統、副總統彈劾案關於言詞辯論之規定；宣告政黨解散之判決，並應經司法院大法官總額三分之二以上同意。至今中華民國尚未有政黨因此規定遭宣告解散。

### 德國
第二次世界大戰後，由於對納粹黨從民主體制發展出極權體制記憶深刻，故在西德國內衍生出防衛性民主的概念，背後理念在於防止任何人以多數人之名義將極權及專制統治加諸於眾人之上，如德意志帝國議會於1933年通過授權法導致獨裁政權納粹德國的建立根源一事。面對持有極端思想以至威脅憲政秩序之政黨（如極左派或極右派）時，國家可強制要求其解散，以此作為對民主與憲法的保障。
兩德合併以後，德意志聯邦共和國承襲防衛性民主的政治制度，政府、國會及法院皆獲授予廣泛權力及責任以捍衛自由民主憲政秩序，防止任何破壞德國憲法原則之行為出現。
德意志聯邦共和國基本法內有若干條款列明不同方法以「保衛自由民主制度」：

（一）根據基本法第九條，聯邦政府可認定特定社會團體為「敵視憲法」組織並予以取締，而根據基本法第二十一條第二款，政黨需經由德國聯邦憲法法院界定是否為「憲法敵人」方可予以取締。

（二）根據基本法第十八條，德國聯邦憲法法院可限制任何與「憲法秩序」對抗者的基本權利，惟截至2022年尚未有先例。

（三）根據基本法第三十三條聯邦及各邦官署可以排拒任何被視為「敵視憲法」者從事公職，而每位公務員皆需宣誓捍衛憲法及憲法秩序。

（四）根據基本法第二十條，德國公民皆有權對抗任何意圖破壞憲法秩序者，惟此僅作為最後手段。

### 大韓民國
1948年大韓民國建國後，制定國家保安法來打擊共產勢力。
1990年代韩国“解严”、民主化过程中，保守势力对《国家保安法》修改强硬反对，并得到宪法法院、大法院（国家最高审判机关）的坚定支持，所以沿用至今没有大幅度的修改和废弃。
2013年11月，朴槿惠政权检举統合進步党建党目的与政党活动违反《国家保安法》，向宪法法院提交要求解散该党的审判申请书并申请判决该党所属国会议员全部丧失议员资格，停止政党活动。2014年2月17日，韩国水原地方法院以涉嫌策动内乱根据《国家保安法》判处该党党首李石基12年有期徒刑，剥夺国会议员资格10年。2014年12月19日，韩国宪法法院以“亲北”、“破坏基本民主秩序”与“企图破坏国家体制”，判决强制解散统合进步党，该党剩余的五名国会议员被剥夺议员资格（另有7名国会议员脱党自首）。